# Standardni škotski obred
Standardni škotski obred (engl. Standard Scottish Rite) je slobodnozidarski obred koji se prakticira prvenstveno u Škotskoj. Smatra se jednim od najstarijih obreda u slobodnom zidarstvu, čije podrijetlo seže u kasno 16. stoljeće. Obred je poznat po svojoj bogatoj povijesti, simbolici, ritualima i fokusu na bratsku ljubav.
Riječ "standardno" označava "tradicionalno" ili "uobičajeno".

## Povijest
Podrijetlo slobodnog zidarstva ostaje nejasno, ali dostupni dokazi upućuju na to da njegovi korijeni sežu do srednjovjekovnih cehova klesara u Škotskoj i Engleskoj. Ovi operativni zidari bili su majstori u izgradnji kompleksnih katedrala i dvoraca diljem Britanije, pažljivo čuvajući obrtničke tajne i prenošenje znanja s generacije na generaciju.
Kako se potreba za gradnjom katedrala smanjivala tijekom 16. stoljeća, lože su počele primati počasne članove koji nisu bili izravno povezani sa zidarskim obrtom. Ti su "gospoda zidari" postepeno preobrazili lože u spekulativna društva, usmjerena više na moralna učenja i zajedništvo nego na kamenorezački rad. Najstariji zapis o takvom spekulativnom slobodnom zidarstvu dolazi iz Lože "Edinburgh" (Marijina kapela) br. 1 u Edinburghu, čiji zapisnici datiraju iz 1599. godine, što je čini najstarijom poznatom masonskom ložom na svijetu.
Tijekom 17. stoljeća, diljem Škotske nastale su stotine spekulativnih loža. Iako su mnoge imale svoje lokalne rituale, većina ih je slijedila slična načela i prakse. Primjerice, od članova se često tražilo da nauče tajne načine prepoznavanja kako bi dokazali svoj status slobodnih zidara. Ritualima su bile integrirane moralne alegorije te pouke o sedam slobodnih umijeća i znanosti.
Tijekom 18. stoljeća, škotske masonske lože proširile su se izvan granica Škotske, prateći širenje Britanskog Carstva. Velika loža Škotske započela je s osnivanjem svojih loža u Engleskoj, Europi i američkim kolonijama, čime su rani oblici škotskog obreda počeli dobivati globalni doseg. Ove nove lože pridonijele su širenju učenja škotskog obreda širom svijeta. Istodobno, priljev novih članova postupno je oblikovao obred, koji je evoluirao u svoj suvremeni oblik.
Lože u Engleskoj odigrale su ključnu ulogu u ovoj transformaciji. Godine 1717., četiri londonske lože ujedinile su se u prvu Veliku ložu Engleske, koja je ubrzo postala jednako ugledna kao i Velika loža Škotske. Engleska je razvila novi, standardizirani slobodnozidarski obred pod nazivom Emulacijski, a kako su lože koje su ga prakticirale širile svoj utjecaj, počele su utjecati i na rituale unutar Škotske. Iako je škotski obred zadržao svoje jedinstvene tradicije, također je preuzeo neke elemente iz Engleske.
Tijekom 1720-ih godina počela su kružiti otkrivenja slobodnozidarskih rituala, što je potaknulo lože da prilagode svoje rituale kako bi zaštitile svoje tajne. Neke su lože suptilno mijenjale lozinke i simbole, dok su Velike lože formalizirale pravila koja su zabranjivala zapisivanje rituala. Ova mjera učvrstila je usmenu tradiciju Škotskog obreda, čineći učenje napamet ključnim dijelom prakse.

## Stupnjevi
Kao i kod drugih obreda, Standardni škotski obred ima tri stupnja na razini plavih loža:
- 1° – učenik (Entered Apprentice)
- 2° – pomoćnik (Fellow Craftsman)
- 3° – majstor (Master Mason)

## Obredni elementi

### Rituali i tradicije
Standardni škotski obred ističe se kao usmena tradicija, s ritualima i predavanjima koja se prenose pamćenjem. Ova praksa potječe iz srednjovjekovnih operativnih loža, gdje su se obrtničke tajne prenosile isključivo usmeno. Čak ni danas ne postoji definitivna pisana inačica obreda, a pojedinačne lože zadržavaju autonomiju u pogledu svojih specifičnih praksi. Ipak, osnovni rituali, učenja i simbolika unutar obreda ostaju dosljedni i prepoznatljivi.
Neke ključne karakteristike obreda uključuju:
- stupnjevi učenika, pomoćnika i majstora u plavoj loži često se dodjeljuju u jednoj godini.
- đakoni (Deacons) vode kandidate kroz inicijacijske obrede.
- predavač izlaže poučna predavanja za članove lože.
- pažljivo ispitivanje posjetitelja kako bi dokazali svoj slobodnozidarski identitet.
- molitve i invokacije, često s kršćanskim referencama.
- legende i simbolika povezane sa svetim Ivanom.
- alegorije koje ističu važnost geometrije i sedam slobodnih umijeća i znanosti.
- korištenje alata i tradicija naslijeđenih od srednjovjekovnih klesara. Na primjer, lože se obično sastaju u prizemlju, simbolizirajući povezanost s lokacijama drevnih loža vezanih za zemlju.[6]

### Insignije i simboli
Članovi Škotskog obreda prepoznatljivi su po svojim specifičnim insignijama i simbolima, koji uključuju:
- plave ili crne pregače s kutnikom i šestarom, karakteristične za majstore.
- lente i jakne s tartan uzorcima, naglašavajući škotsku tradiciju.
- medaljoni s trozubcem i vratilom, koji simboliziraju alate graditelja.
- dvoglavi orao, simbol suvereniteta i moći unutar Škotskog obreda.
- uporaba simbola trostrukog taua, povezanog s Kraljevskim lukom.
- radni alati poput kutnika, šestara, viska i libele, koji predstavljaju temeljna načela i vještine gradnje.